# Нетбук
Нетбук (на английски: Netbook от net — мрежа и book — книга) е малък лаптоп. Обикновено е с екран от 7 до 13 инча. Леки са и са със специални мобилни процесори.
Първият нетбук, който също така прави рекорд в продажбите на лаптопи, е нетбукът на ASUS EEE PC 701. Лаптопът е със 7-инчов екран и само 4 GB SSD хард диск. Идва с инсталираната Линукс дистрибуция Xandros OS. Тя е пригодена специално за малкия екран на нетбука. Процесорът е Intel Mobile — само 900 MHz. Въпреки това нетбукът работи сравнително бързо.